# 鈴木りえこ
鈴木 りえこ（すずき りえこ、1955年 - ）特定非営利活動法人(認定NPO法人) SDGs・プロミス・ジャパン（旧ミレニアム・プロミス・ジャパン) 理事長。NPO法人ミレニアム・プロミス・アライアンス（本部ニューヨーク・ガーナ、Millennium Promise Alliance・Millenium Promise Alliance Ghana）理事。日本女子大学（本部東京）評議員。公益社団法人顔と心と体研究会顧問。

## 略歴
日本女子大学文学部英文学科卒業、ロンドン・スクール・オブ・エコノミクス・アンド・ポリティカルサイエンス大学院国際関係学部修士課程修了。
株式会社電通総研(のちに株式会社電通に吸収合併)に就職。研究部のチーフプロデューサーや主任研究員を歴任。政府や企業からの受託プロジェクト等に取り組む。
主に社会現象、とりわけ少子化、女性のライフスタイル、中高年カップルの行動などを調査・分析し、国内外のメディアの取材を受けた。政府の審議会委員（「中央教育審議会」の「少子化時代の教育を考える小委員会」委員、農林水産大臣の諮問委員会「わが国の競馬に関する有識者会議」委員ほか）や、内閣府の広報テレビ番組コメンテーターとしても活躍した。1997年に、読売論壇新人優秀賞受賞、電通総研社長賞を受賞を受賞。

## 現在
2004年4月、電通を早期退職後、国連日本政府代表部の次席大使（特命全権大使）に就任した夫・北岡伸一に同行して渡米、2006年9月に帰国。
ニューヨーク滞在中は、NPO法人ミレニアム・プロミス（Millennium Promise）の創立者で、当時国連事務総長特別顧問のジェフリー・サックス教授（コロンビア大学地球研究所長）夫妻らとともにセネガル、ケニア、マラウィなどを訪問。
2008年、北岡伸一とともに特定非営利活動法人ミレニアム・プロミス・ジャパン（MPJ)を設立。これまで毎年数回サハラ砂漠以南のアフリカ諸国に設立されたミレニアム・ビレッジ・プロジェクトなどを視察し、アフリカ13カ国を訪問。また、MPJユースを中心に日本の若者をアフリカ諸国へ派遣、サハラ砂漠以南の貧困削減、持続可能な開発目標（SDGs）の達成などに力を入れている。

## 著書
- 『超少子化−危機に立つ日本社会』（2000年 集英社新書）
- 『ブッシュ大統領への手紙』（論文。1987年「ニューズウィーク」賞入選）
- 『サイレント・レヴォリューションを超えて』（1997年読売論壇新人賞優秀賞受賞）

## 引用
1. ↑  “特定非営利活動法人SDGs・プロミス・ジャパン”. sdgspromise.org. 2021年4月13日閲覧。
2. ↑  “認定NPO法人ミレニアム・プロミス・ジャパン (MPJ)”. 2021年4月13日閲覧。
3. ↑  “Millennium Promise Alliance, Inc - MPA - Sustainable Development Goals” (英語). www.millenniumpromise.org. 2021年4月13日閲覧。
4. ↑  “HOME” (英語). Millennium Promise Alliance Ghana. 2021年4月15日閲覧。
5. ↑  “JWUラーニング・コモンズかえでプレ・オープニングイベント卒業生によるトークショー”.   日本女子大学　社会連携教育センター 事務局. 2021年4月13日閲覧。
6. ↑  “役員・顧問一覧”. 公益社団法人 顔と心と体研究会. 2024年6月19日閲覧。
7. 1 2 3 4 5  “役員 特定非営利活動法人SDGs・プロミス・ジャパン”. sdgspromise.org. 2021年4月13日閲覧。